# Mathieu Hirigoyen
Pour les articles homonymes, voir Hirigoyen.
Pas d'image ? Cliquez ici

a Compétitions nationales et continentales officielles uniquement.

b Matchs officiels uniquement.
Dernière mise à jour le 13 juin 2022.
Mathieu Hirigoyen, né le 25 janvier 1999 à Bayonne (Pyrénées-Atlantiques), est un joueur français de rugby à XV. Il évolue au poste de troisième ligne aile.

## Biographie
Mathieu Hirigoyen pratique d'abord le football avec Cheikh Tiberghien aux Genêts d'Anglet.
Il est sélectionné en équipe de France de rugby à sept des moins de 18, puis des moins de 20 ans.
En 2019, il devient champion du monde junior,.
En novembre 2020, il participe à un stage préparatoire avec l'équipe de France de rugby à sept.
En novembre 2021, il est invité dans l'équipe des Barbarians français pour affronter les Tonga au Matmut Stadium Gerland de Lyon. Les Baa-Baas s'impose 42 à 17 grâce à six essais inscrits.
En avril 2022, il s'engage pour trois saisons au Stade français.

## Palmarès

### En club
Biarritz olympique
- Finaliste de Pro D2 en 2021

### En sélection nationale
France
- Vainqueur du Championnat du monde junior 2019